# Georgenkirche (Somsdorf)

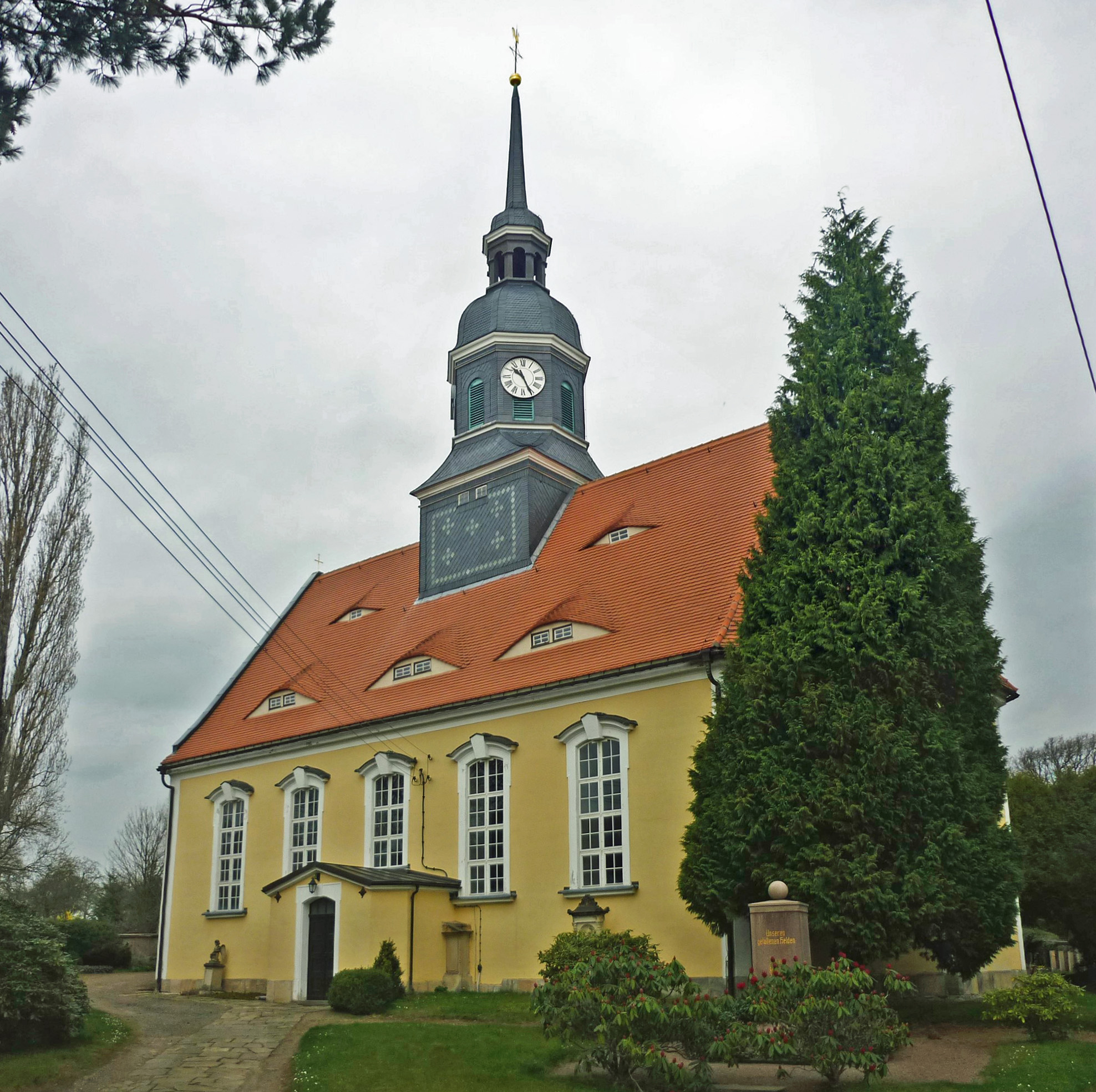
Georgenkirche Freital-Somsdorf

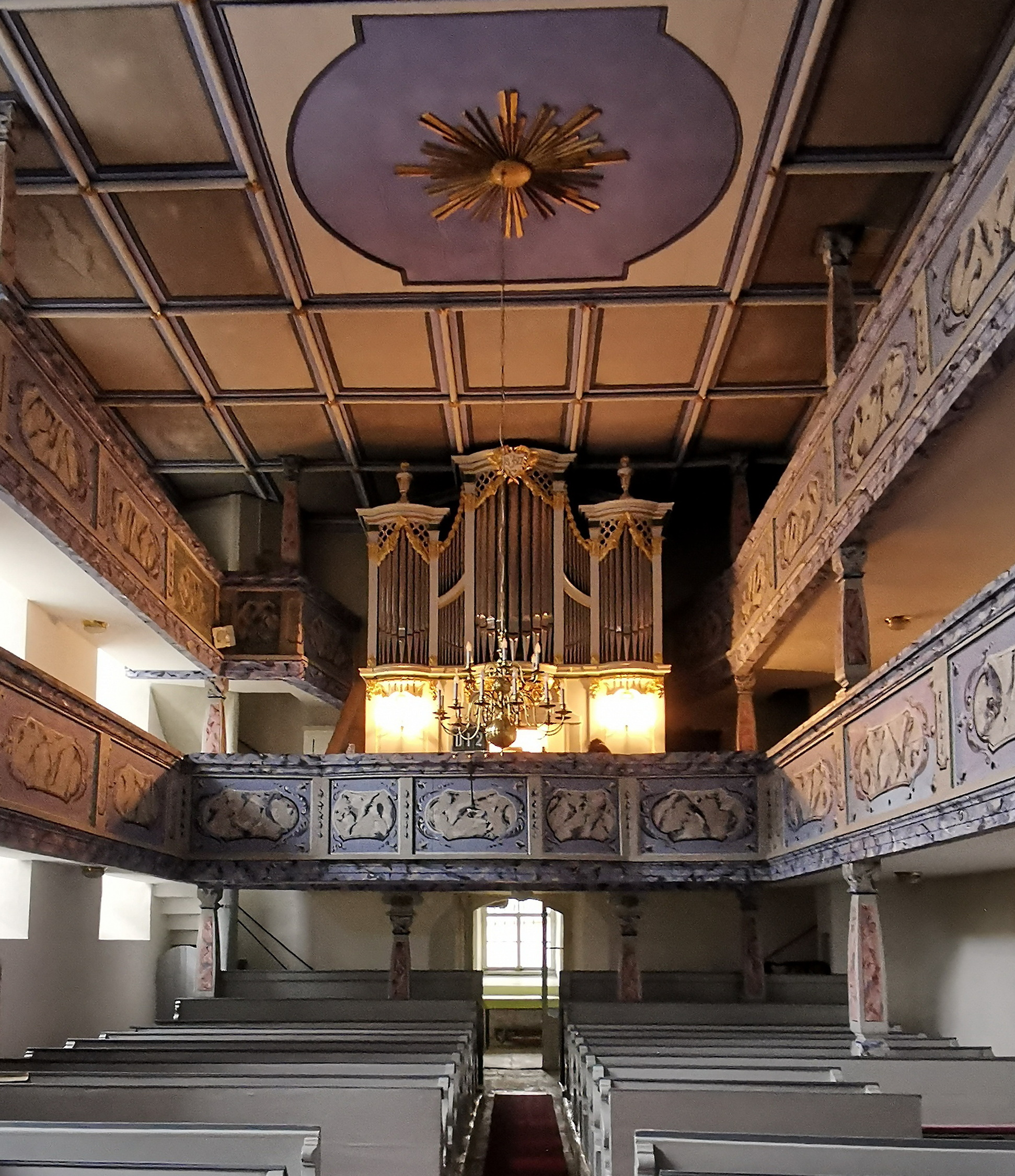
Innenansicht mit Jehmlich-Orgel

Die evangelische Georgenkirche ist eine barocke Emporenhalle im Ortsteil Somsdorf von Freital im Landkreis Sächsische Schweiz-Osterzgebirge in Sachsen. Sie gehört zur Evangelisch-Lutherischen Kirchengemeinde Freital im Kirchgemeindebund Wilsdruff-Freital der Evangelisch-Lutherischen Landeskirche Sachsens.

## Geschichte und Architektur
Die Georgenkirche von 1712 ist eine Saalkirche mit dreiseitigem Schluss unter Wiederverwendung von Resten des romanischen Vorgängerbaues (vermutlich 1238 nach der Jahreszahl am Portal); die Kirche ist ein verputzter Bruchsteinbau mit steilem Satteldach und großem zentralen Dachreiter, dieser ist mit achtseitigem Glockengeschoss, Haube und Laterne mit langer Pyramidenspitze abgeschlossen. Das Äußere ist von hohen schmalen Flachbogenfenster mit Bogenverdachung und Schlussstein an der Südseite geprägt. Im Norden blieb ein kleines romanisches Fenster erhalten; niedrige Anbauten sind in Form von Vorhallen und der Sakristei mit Kreuzgewölbe vorhanden.
Das Innere ist eine Emporenhalle mit Kassettendecke, die Mittelschiff und Seitenschiffe überspannt, aber von Holzpfeilern gestützt wird. Die Seitenschiffe beherbergen doppelgeschossige Emporen mit Patronatslogen im Norden und Süden. Die unteren Seitenemporen sind durch die Orgelempore im Westen verbunden. Die Emporen- und Deckenpfeiler stehen nicht paarig, sondern in Längsrichtung versetzt.

## Ausstattung
Das Hauptstück der Ausstattung ist ein prachtvoller barocker Altar von Johann Benjamin Thomae. Der farbig gefasste Säulen-Pilaster-Aufbau aus Holz rahmt das Gemälde Christi Himmelfahrt von Giovanni Battista Grone aus den Jahren 1724/25. Seitlich der Säulen über Voluten sind die weiß und golden gefassten Figuren von Caritas und Spes dargestellt, auf dem gesprengten Giebel Putten. Im Giebelfeld ist das Symbol des Heiligen Geistes, darüber eine Gloriole, das Ganze wurde 1988/89 restauriert.
Die farbig gefasste Renaissancekanzel aus Holz ist mit Evangelistendarstellungen versehen, die schlichte polychrome Sandsteintaufe stammt aus dem 16. Jahrhundert. Aus der mittelalterlichen Kirche sind spätgotische Figuren erhalten, diese stellen den Salvator mundi und den heiligen Martin dar. In der Sakristei befindet sich eine beschädigte Anna selbdritt aus der Zeit um 1500. Hinter dem Altar befindet sich ein Sandsteinepitaph vom damaligen Erbrichter Balthasar Bormann für seine verstorbene Ehefrau mit dem verstorbenen Sohn, datiert 1640. Die wertvolle Orgel mit klassizistischem Prospekt ist ein Werk von Carl Gottlieb Jehmlich aus dem Jahr 1828 mit 16 Registern auf zwei Manualen und Pedal, das 1987 von Jehmlich Orgelbau und 2010 von Kristian Wegscheider restauriert wurde.